# 除以三
在數學中，除以三或三等分是指將一數學物件分割成3個相等的數學物件的操作。最知名的三等分問題為角的三等分問題，該問題已被證明單純用尺規作圖無法達成，而其他數學物件的三等分（如三等分線段）都可以輕易用尺規作圖完成而角的三等份則無法。

## 數

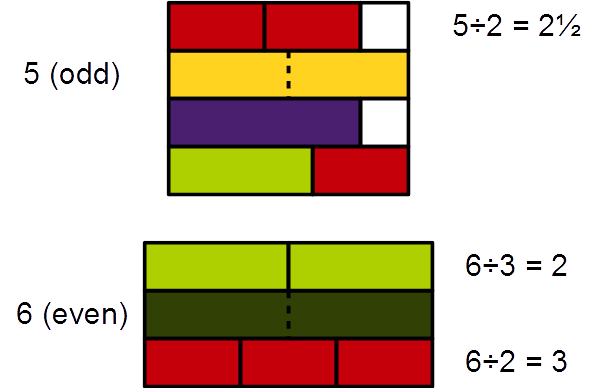
圖中使用古氏積木展示了5的分割和6的分割。雖然5是質數，但6可除以2和除以3

在數論中，除以三或將一數平分為三等分即為被除數的除數（分母）是三、或乘以三分之一的動作，同時也可以表示分母為3的分數。一般會針對除以三的一些性質進行探討，例如除以三的整除性，其可以透過數字根來檢查。

### 二進制
一般二進制電腦要計算除以三仍然可以有比一般除法快的特殊操作，但沒有除以二那麼簡單，其做法為將二進位以兩位為單位位移，並且使位移覆蓋所有位置後加總其值，例如32為元整數要位移15次，每次位移2位，並且將這16個位移的結果加總，取前30位為商。
然而，在三進制電腦中，除以三可以透過類似除以二的位元平移法來簡化。

## 三等分線段
將一個線段三等份僅需要在線段的其中之一端點作一射線，並從端點出發在射線上依序作出3個等距離的點，並將第三個點線段另一端點連線，並作平行於此線過射線上另外兩點的直線，該兩條直線與欲三等分的線段交於兩點，則這兩點則為欲三等分的線段之三等分點。簡而言之，即將已知長度線段延長三倍獲得一個已知的三等分線段後投影回欲三等分的線段即可完成線段的三等分。更具體的作法是已知線段AB：
1. 作一射線AC
2. 在射線上以A為圓心固定半徑r作弧，交射線於D
3. 再以D為圓心固定半徑r作弧，交射線於E
4. 再以E為圓心固定半徑r作弧，交射線於F
5. 連FB
6. 過E和F分別作出與FB平行的直線L和M
7. L和M交線段AB於P和Q
8. 則有AP=PQ=QB，此時P和Q為線段AB的三等分點

## 三等分矩形
將一矩形三等份可以透過將對角線與由某邊上垂直平分線平分矩形為兩個矩形的兩個對角線的兩交點平行於前述垂直平分線的直線將矩形分成三等分。具體作法是有一個矩形ABCD：
1. 作對角線AC
2. 在BC上作垂直平分線，交矩形於EF
3. EF將矩形平均分成兩等分，ABFE和EFCD
4. 作ABFE和EFCD的對角線EB和FD，並交AC於G和H
5. 過G和H分別作出與EF平行的直線L和M
6. L和K為矩形的三等分線

## 三等分角

三等分角无法按照尺规作图的规定作出，但如果借助另外的工具或放宽尺规作图的限制，三等分角是可行的

三等分角是古希臘平面几何里尺規作圖领域中的著名问题，與化圓為方及倍立方問題並列為尺规作图三大難題。尺规作图是古希腊人的数学研究课题之一，是对具体的直尺和圆规画图可能性的抽象化，研究是否能用规定的作图法在有限步内达到给定的目标。三等分角问题的内容是：“能否仅用尺规作图法将任意角度三等分？”
三等分角问题提出后，在漫长的两千余年中，曾有众多的尝试，但没有人能够给出严格的答案 。随着十九世纪群论和域论的发展，法国数学家皮埃尔·汪策尔首先利用伽罗瓦理论证明，這個問題的答案是否定的：不存在仅用尺规作图法将任意角度三等分的通法。具体来说，汪策尔研究了给定单位长度後，能够用尺规作图法所能达到的长度值。所有能够经由尺规作图达到的长度值被称为规矩数，而汪策尔证明了，如果能够三等分任意角度，那么就能做出不属于规矩数的长度，从而反证出通过尺规三等分任意角是不可能的。
如果不将手段局限在尺规作图法中，放宽限制或借助更多的工具的话，三等分任意角是可能的。然而，作为数学问题本身，由于三等分角问题表述简单，而证明困难，并用到了高等的数学方法，在已證明三等分角问题不可能之後后，仍然有许多人尝试给出肯定的证明。